# Nemo certe ignorat
 Nemo certe ignorat  è una enciclica di papa Pio IX, pubblicata il 25 marzo 1852, e scritta all'Episcopato e al clero irlandese, con la quale il Pontefice invita i Vescovi alla concordia e a rispettare le decisioni del Sinodo di Thurles del 1850 e si compiace del proposito di dar vita ad una Università Cattolica.